# Багринівська сільська рада
Багрині́вська сільська́ ра́да — адміністративно-територіальна одиниця та орган місцевого самоврядування у Глибоцькому районі Чернівецької області. Адміністративний центр — село Багринівка.

## Загальні відомості
- Населення ради: 1 456 осіб (станом на 2001 рік)

## Населені пункти
Сільській раді були підпорядковані населені пункти:
- с. Багринівка

## Склад ради
Рада складалася з 16 депутатів та голови.
- Голова ради: Патраш Микола Миколайович
- Секретар ради: Кожокар Земфіра Михайлівна

### Керівний склад попередніх скликань
| Прізвище, ім'я, по батькові | Основні відомості                                                 | Дата обрання | Дата звільнення |
| --------------------------- | ----------------------------------------------------------------- | ------------ | --------------- |
| Патраш Микола Миколайович   | Сільський голова, 1966 року народження, освіта вища, безпартійний | 26.03.2006   | 31.10.2010      |
| Патраш Микола Миколайович   | Сільський голова, 1966 року народження, освіта вища, безпартійний | 31.10.2010   |                 |

Примітка: таблиця складена за даними сайту Верховної Ради України

### Депутати
За результатами місцевих виборів 2010 року депутатами ради стали:

#### За суб'єктами висування
| Суб'єкт висування | Кількість обраних депутатів | %   |
| ----------------- | --------------------------- | --- |
| Самовисування     | 16                          | 100 |

#### За округами
| № округу | Прізвище, ім'я, по батькові    | Дата визнання обраним | Освіта             | Партійна приналежність | Відомості про обраного депутата                                                    |
| -------- | ------------------------------ | --------------------- | ------------------ | ---------------------- | ---------------------------------------------------------------------------------- |
| 1        | Патраш Григорій Миколайович    | 02.11.2010            | вища               | позапартійний          | тимчасово не працює                                                                |
| 2        | Чоботар Єлизавета Андріївна    | 02.11.2010            | середня спеціальна | позапартійна           | Багринівський дошкільний навчальний заклад, завідувач                              |
| 3        | Кожокар Трандафір Георгійович  | 02.11.2010            | середня спеціальна | позапартійний          | приватний підприємець                                                              |
| 4        | Перепелиця Надія Костянтинівна | 02.11.2010            | вища               | позапартійна           | Багринівська загальноосвітня школа, вчитель                                        |
| 5        | Патраш Микола Костянтинович    | 02.11.2010            | середня спеціальна | позапартійний          | тимчасово не працює                                                                |
| 6        | Ірмічук Костянтин Радулович    | 02.11.2010            | середня спеціальна | позапартійний          | тимчасово не працює                                                                |
| 7        | Вінтонек Штефанія Григорівна   | 02.11.2010            | середня спеціальна | позапартійна           | Багринівська сільська рада, бухгалтер                                              |
| 8        | Ісопеску Михайло Іванович      | 02.11.2010            | середня спеціальна | позапартійний          | приватний підприємець                                                              |
| 9        | Скрипничук Георгій Георгійович | 02.11.2010            | вища               | позапартійний          | Управління праці та соціального захисту райдержадміністрації, заступник начальника |
| 10       | Заболотнюк Марія Василівна     | 02.11.2010            | середня            | позапартійна           | тимчасово не працює                                                                |
| 11       | Кожокар Земфіра Михайлівна     | 02.11.2010            | середня спеціальна | позапартійна           | Багринівська сільська рада, секретар                                               |
| 12       | Патраш Іван Миколайович        | 02.11.2010            | вища               | позапартійний          | філія «Мрія Глибочини», агроном                                                    |
| 13       | Андрухович Іван Георгійович    | 02.11.2010            | середня спеціальна | позапартійний          | Багринівський ільський клуб, завідувач                                             |
| 14       | Рошкулець Віктор Евзебійович   | 02.11.2010            | середня спеціальна | позапартійний          | тимчасово не працює                                                                |
| 15       | Бугня Олена Василівна          | 02.11.2010            | середня спеціальна | позапартійна           | пенсіонер                                                                          |
| 16       | Кучурян Танасій Михайлович     | 02.11.2010            | середня спеціальна | позапартійний          | Фірма «Будторгінвест», майстер                                                     |